# Stadtamhof
Stadtamhof là quận 2 của Regensburg. Trước đây là thị trấn nằm ở bờ bắc sông Danube thuộc Tuyển hầu quốc Bayern độc lập, được sáp nhập vào Regensburg kể từ ngày 1 tháng 4 năm 1924. Ngày 13 tháng 7 năm 2006, Stadtamhof cùng với phố cổ Regensburg đã trở thành Di sản thế giới của UNESCO.

## Mô tả
Nó có diện tích 0,66 km², là đơn vị hành chính nhỏ nhất trong số 18 quận của thành phố Regensburg. Thị trấn nhỏ Stadtamhof trước đây được sáp nhập vào thành phố Regensburg vào ngày 1 tháng 4 năm 1924, nhưng vẫn là trụ sở của văn phòng huyện Stadtamhof cho đến tháng 10 năm 1929. Khu vực còn lại của văn phòng cũ Sergamhof sau đó chuyển thành Regensburg vào năm 1939.
Khu phố cổ Regensburg được kết nối trực tiếp với quận Stadtamhof bằng Cầu Đá bắc qua sông Danube có niên đại từ thế kỷ 12. Điểm đầu của nó tại Nhà thờ Bệnh viện Thánh Katharina. Cho đến năm 1809, mố phía bắc là vị trí của Tháp Schwarzer, có vai trò bảo vệ nối vào phía bắc của thành phố pháo đài Regensburg. Tòa tháp bị thiệt hại nghiêm trọng trong trận Ratisbon của cuộc Chiến tranh Liên minh thứ Năm và sau đó bị phá hủy. Cầu Đá tiếp tục được sử dụng như là con đường chính, đôi khi được sử dụng làm nơi buôn bán, kéo dài 200 mét về phía bắc kết thúc tại một cổng trụ được gọi là Protzenweiher, là một phần của dự án Kênh đào Rhein-Main-Donau.